# Nowolesie
Nowolesie est une localité polonaise de la gmina et du powiat de Strzelin en voïvodie de Basse-Silésie.

## Histoire
De 1742 à 1932, Waldneudorf fait partie de l'arrondissement de Münsterberg dans le district de Breslau au sein de la province de Silésie.